# Dịch sởi Việt Nam 2014
| Trường hợp nhiễm bệnh và tử vong | Trường hợp nhiễm bệnh và tử vong | Trường hợp nhiễm bệnh và tử vong |
| Ngày báo cáo                     | Tử vong                          | nhiễm bệnh                       |
| -------------------------------- | -------------------------------- | -------------------------------- |
| 10 tháng 4                       | 25                               |                                  |
| 17 tháng 4                       | 110                              | 7000                             |
| 18 tháng 4                       | 114                              | 8500                             |
| 30 tháng 5                       | 142                              | 21.639                           |

Dịch sởi tại Việt Nam năm 2014 dùng để chỉ có rất nhiều ca bệnh sởi và tử vong ở 61/63 tỉnh thành của Việt Nam năm 2014.

## Tổng quan
Sởi là loại bệnh lây truyền qua đường mũi và miệng, và chủ yếu lây nhiễm đối với trẻ em. Ở Việt Nam, sau 3 năm không có dịch, vào tháng 1 năm 2014, bệnh đã bùng phát ở 24 tỉnh, thành bao gồm Thành phố Hồ Chí Minh và Hà Nội, với 993 ca mắc và 7 tử vong trên toàn quốc, trong đó 30% số ca bệnh xuất phát từ Hà Nội, và cũng 50% số ca tử vong là ở Hà Nội. Căn bệnh này đã xuất hiện trở lại mặc dù chiến dịch tiêm phòng chung UNICEF và WHO thực hiện trong năm 2010 (giai đoạn 2009-2010 có hơn 8.200 ca nhiễm bệnh), với mục đích tiêm chủng cho 7,5 triệu trẻ em. Việt Nam đang trong giai đoạn kiểm soát bệnh sởi và dự kiến loại bệnh này vào năm 2017 Đợt bùng phát bệnh gần nhất vào khoảng tháng 5 năm 2013 và kết thúc vào tháng 12 với 1048 ca mắc.
Trước đó trong Chương trình mục tiêu quốc gia Y tế được Chính phủ Việt Nam thông qua năm 2012 cho giai đoạn 2012-2015 với số tiền 12.770 tỷ đồng, trong đó có nội dung loại trừ bệnh sởi vào năm 2012, giảm số trường hợp mắc sởi dưới 1/1.000.000 dân, và triển khai vắc xin sởi - rubella (MR) trong tiêm chủng mở rộng tiến tới loại trừ bệnh rubella vào năm 2020.
Theo Giáo sư Nguyễn Văn Tuấn, dịch sởi ở Việt Nam không chỉ mới xảy ra trong giữa tháng 4, mà đã diễn tiến từ đầu năm 2014 trên nhiều tỉnh thành Việt Nam, với số ca mắc sởi trung bình 30 ca/ngày ở Tp. HCM. Từ đầu năm 2014 đến ngày 5 tháng 2 có hơn 630 ca có dấu hiệu của bệnh sởi.

## Nguyên nhân
Theo Nguyễn Thị Kim Tiến, Bộ trưởng Bộ Y tế Việt Nam, có 3 nguyên nhân đưa đến dịch sởi là người dân ít đưa con cháu đi tiêm phòng sởi do lo ngại biến chứng, bệnh nhân tập trung về Bệnh viện Nhi Trung ương dẫn đến lây nhiễm chéo và quá tải và thời tiết chuyển mùa nên dịch bệnh phát triển. Ngày 3 tháng 5, bà bổ sung thêm hai nguyên nhân là biến đổi khí hậu và sự lơ là trong công tác chích ngừa.
Từ sau vụ vắc xin tiêm nhầm làm 3 cháu tử vong tại Quảng Trị, nhiều phụ huynh ngại đưa con đi tiêm ngừa vì chi phí cao và sợ biến chứng. Mặc dù theo bà Tiến:"Vắc xin sởi của mình cực tốt". Theo ông Lương Ngọc Khuê – Cục trưởng Cục khám, chữa bệnh đã nhận định: "Chỉ cần đi qua đầu giường là đã bị lây sởi", có nghĩa bệnh sởi rất dễ lây lan.

## Công bố dịch
Cho đến đầu tháng 5 năm 2014, Bộ Y tế Việt Nam và Bộ trưởng Nguyễn Thị Kim Tiến chỉ thông báo dịch, mà từ chối việc công bố dịch, theo như lý do mà bà Bộ trưởng Nguyễn Thị Kim Tiến đưa ra lý do "Việc Hà Nội có công bố dịch hay không là thuộc thẩm quyền của UBND TP, ngành Y tế không có thẩm quyền bắt phải công bố hay không công bố dịch" và "UBND TP Hà Nội chưa công bố dịch là hợp lý, vì nếu công bố dịch sởi trên toàn TP thì sẽ ảnh hưởng rất lớn đến việc học hành, đi lại, du lịch... của thành phố".. Việc này đã xảy ra nhiều tranh cãi, trong đó có nghi ngờ là Bộ Y tế "giấu dịch" vì bệnh thành tích và sự kém hữu hiệu trong sử dụng kinh phí trong Chương trình mục tiêu quốc gia Y tế giai đoạn 2012 - 2015.
Còn theo thứ trưởng Bộ Y tế Nguyễn Thanh Long, người trực tiếp phụ trách mảng y tế dự phòng và phòng chống dịch bệnh cho rằng: "Trong các văn bản chỉ đạo của Bộ Y tế từ cuối năm ngoái đến nay đều ghi là dịch. Bộ không bao giờ nói không có dịch", dù không công bố chính thức.

## Diễn biến
Theo báo cáo của bộ Y tế, từ tháng 2 đến ngày 10 tháng 4 đã có 25 ca tử vong do sởi.
Tuy nhiên, Bộ Y tế cũng chỉ có một văn bản chỉ đạo hết sức chung chung khiến tình thế không có chuyển biến nào đáng kể và dư luận cũng không chú ý đề phòng. Chỉ đến khi PGS-TS Phạm Nhật An, Phó Giám đốc Bệnh viện Nhi Trung ương đã phải kêu gọi sự quan tâm của báo chí một lần nữa và mời các phóng viên tận mắt vào chứng kiến sự quá tải của các bệnh viện và đưa lên công luận. Nhận được thông tin qua một người có con mắc bệnh tại bệnh viện Nhi Trung ương trên Facebook https://www.facebook.com/pkvinh/posts/860944560588197, chiều ngày 15 tháng 4, phó thủ tướng Vũ Đức Đam thị sát bệnh viện Nhi Trung ương và yêu cầu bộ Y tế báo cáo tình hình. Ông Trần Đắc Phu, cục trưởng Cục Y tế Dự phòng, cho biết đã có 108 trẻ tử vong do sởi và các biến chứng sau sởi.
Đến sáng ngày 17 tháng 4, bệnh sởi đã có mặt ở 60/63 tỉnh, thành phố, với số mắc gần 7.000 ca, kể cả người lớn và trong đó có khoảng 110 ca tử vong.. Bệnh viện Nhi trung ương đã trở nên quá tải, có trường hợp 7 trẻ em mắc bệnh phải chen chúc trên một giường bệnh tại bệnh viện Bạch Mai.
Sáng ngày 18 tháng 4, Bộ Y tế tổ chức họp báo thông báo dịch sởi nhưng khẳng định không tuyên bố dịch. Lúc này sởi đã có mặt ở 61/63 tỉnh, thành phố, với số ca mắc 8.500 và có ít nhất 114 ca tử vong. Tại bệnh viện Nhi Trung ương có 105 ca tử vong, 4 ở bệnh viện Nhiệt đới Trung ương, 2 tại bệnh viện Bạch Mai, còn lại ở các tỉnh thành khác.
Theo Báo điện tử Chính phủ, đến ngày 1 tháng 5 có "3.832 trường hợp mắc sởi xác định trong số 12.411 trường hợp sốt phát ban nghi sởi tại 61/63 tỉnh, thành phố", "25 trường hợp tử vong do sởi trong số 130 trường hợp nặng xin về và tử vong có liên quan đến sởi".
Ngày 30 tháng 5, bộ Y tế công bố báo cáo tổng kết trong đó kết luận "Việt Nam đã phản ứng rất nhanh đối với dịch sởi". Báo cáo này cũng công bố con số trường hợp mắc sởi xác định là 4.602 và số trường hợp sốt phát ban nghi sởi là 21.639, 142 người đã tử vong.

## Phản ứng

### Quan chức nhà nước
Bộ Y tế Việt Nam bị cho là chậm chạp trong việc công bố dịch, cũng như Bộ Y tế chủ quan, chậm vào cuộc và coi nhẹ y tế dự phòng. Bên cạnh đó bộ này cũng bị cho là cấp máy thở hỏng cho bệnh viện Bạch Mai chống sởi. Ngày 23 tháng 4 năm 2014, một số người dân đã biểu tình trước cửa Bộ Y tế.
Ngày 17 tháng 4, tại bệnh viện Nhi Trung ương, các phóng viên bị cấm đưa tin về tình hình bệnh sởi tại đây.
Ngày 23 tháng 4, Thủ tướng Nguyễn Tấn Dũng đã phê bình công tác chỉ đạo điều hành trong việc phòng chống dịch và yêu cầu "rút kinh nghiệm": "Các đồng chí rút kinh nghiệm trong chỉ đạo. Bây giờ theo dõi tình hình dịch bệnh phải kịp thời, đánh giá đúng mức, chỉ đạo hiệu quả". Cũng từ ngày 23 tháng 4, báo chí Việt Nam ít đưa tin về dịch sởi.

### Dư luận
Một làn sóng chê trách bà Nguyễn Thị Kim Tiến đã dấy lên trong dư luận vì cho rằng người đứng đầu Bộ Y tế phải chịu trách nhiệm vì sự bất lực và phản ứng chậm trễ, không minh bạch thông tin, không kiểm soát được dịch sởi và gây hoang mang và phẫn nộ trong cộng đồng. Trang Facebook có tên "Bộ trưởng Bộ Y tế hãy từ chức" kêu gọi các thành viên ký tên, chụp ảnh và biểu tình. Nhiều người nổi tiếng trong đó có nhạc sĩ Tuấn Khanh, người dẫn chương trình Phan Anh, đại biểu quốc hội Nguyễn Minh Thuyết đã lên tiếng kêu gọi bà Kim Tiến từ chức. Một bác sĩ BV Nhi TƯ cho rằng "giá như mọi biện pháp đã được Bộ Y tế triển khai quyết liệt từ trước, không đợi "nước đến chân mới nhảy" thì trẻ chết không nhiều đến thế".
Nhưng theo bà Tiến:"Tôi không nghĩ đến từ chức ngay". Đến nay, chưa có quan chức nào nhận trách nhiệm hay là xin lỗi trước nhân dân.
Một luồng ý kiến khác cho rằng giới truyền thông và người dân đã phản ứng thái quá và góp phần gây ra dịch.
Trong dư luận và trên mạng đã có "những bài thuốc truyền miệng và truyền trên mạng, nhưng nhiều phương thuốc có thể gây thêm nguy hiểm cho bệnh nhân, ví dụ như lá mùi chữa được sởi, theo bác sĩ Nguyễn Xuân Hướng (Nguyên Chủ tịch Hội đông y Việt Nam) là tuyệt đối không nên làm và  "Các phụ huynh cần tham khảo ý kiến bác sĩ Đông y hoặc Tây y chứ tuyệt đối không được làm ẩu".